# Maska Czerwonego Moru
Maska Czerwonego Moru, Maska śmierci szkarłatnej lub Maska czerwonej śmierci (ang. The Masque of the Red Death) – nowela amerykańskiego pisarza i poety Edgara Allana Poego. Jej tematem są próby uniknięcia niebezpiecznej zarazy, zwanej czerwoną śmiercią przez głównego protagonistę, księcia Prospero. Zbiegając do opactwa, wyprawia on tam bal maskowy, razem z siedmioma zamożnymi szlachcicami, w siedmiu różnych pomieszczeniach, z czego każde posiada inne zabarwienie. W samym środku przyjęcia, zjawia się tajemnicza postać, która przemierza wszystkie siedem komnat. Gdy tylko Prospero staje oko w oko z nieznajomym, natychmiast umiera. Historia podąża śladami literatury gotyckiej i jest często interpretowana jako alegoria o nieuchronności śmierci, choć taki sposób analizy nie jest zalecany przez niektórych krytyków. Istnieje wiele wyjaśnień co do interpretacji noweli, jak i wiele prób identyfikacji istoty „czerwonej śmierci”.
Utwór został po raz pierwszy opublikowany w maju 1842 roku w Graham's Magazine. Od tego czasu doczekał się adaptacji w różnych formach, łącznie z filmem Masque of the Red Death z Vincentem Price w roli głównej. 

## Opis fabuły
Akcja noweli ma miejsce w opactwie przypominającym zamek, należącym do „szczęśliwego, przezornego i nieustraszonego księcia” Prospero. Ten wraz z tysiącem innych szlachetnie urodzonych znajduje schronienie pośród jego murów, by uciec przed czerwoną śmiercią, przerażającą zarazą, rozciągającą się przez cały kraj. Jej symptomy są makabryczne: ofiary znajdują się w stanie konwulsyjnych agonii i wydzielają z ciał krew, zamiast wody. Choroba zabija ludzi w przeciągu pół godziny. Prospero i jego dwór są przedstawieni jako obojętni do cierpień populacji, zamierzają oni przeczekać koniec zarazy w luksusie i bezpieczeństwie za murami klasztoru.
Pewnej nocy Prospero wyprawia bal maskowy by zabawić swych gości w siedmiu różnie ubarwionych pomieszczeniach budynku. Sześć z nich jest udekorowanych i oświetlonych konkretnymi kolorami: niebieskim, purpurowym, zielonym, pomarańczowym, białym i fioletowym. Ostatni pokój jest czarny, z czerwonym jak krew blaskiem. Z powodu przerażającego dobru barwy, tylko kilku gości jest na tyle odważnych, by ośmielić się pójść do siódmego pomieszczenia. Znajduje się tam również duży hebanowy zegar, złowieszczo bijący o każdej pełnej godzinie. Z wybiciem północy Prospero zauważa postać w splamionej krwią, ciemnej szacie, przypominającej całun pogrzebowy, z maską podobną do czaszki, przedstawiającą ofiarę czerwonej śmierci, której wszyscy obecni tak bardzo chcą umknąć. Mocno urażony sytuacją Prospero domaga się ujawnienia tożsamości tajemniczego gościa, a gdy ten się nie zatrzymuje, książę podąża za nim ze sztyletem w ręku przez wszystkie pomieszczenia, docierając aż do siódmego, czarnego pokoju, gdzie okna mają jasnoczerwoną barwę. Gdy postać obraca się i staje z nim z twarzą w twarz, Prospero pada martwy w mgnieniu oka. Reszta rozwścieczona tym wydarzeniem wbiega do czarnej komnaty i ściąga maskę nieznajomemu, by odkryć, że ten nie posiadała żadnych dostrzegalnych kształtów. Ku przerażeniu biesiadników postać przedstawia się jako personifikacja czerwonego moru, wszyscy goście natychmiast zarażają się i ulegają chorobie. Podsumowaniem historii jest jej ostatnie zdanie: „Niepodzielnie zawładły wszystkim Mór Czerwony, zgnilizna i ciemność”.

## Analiza

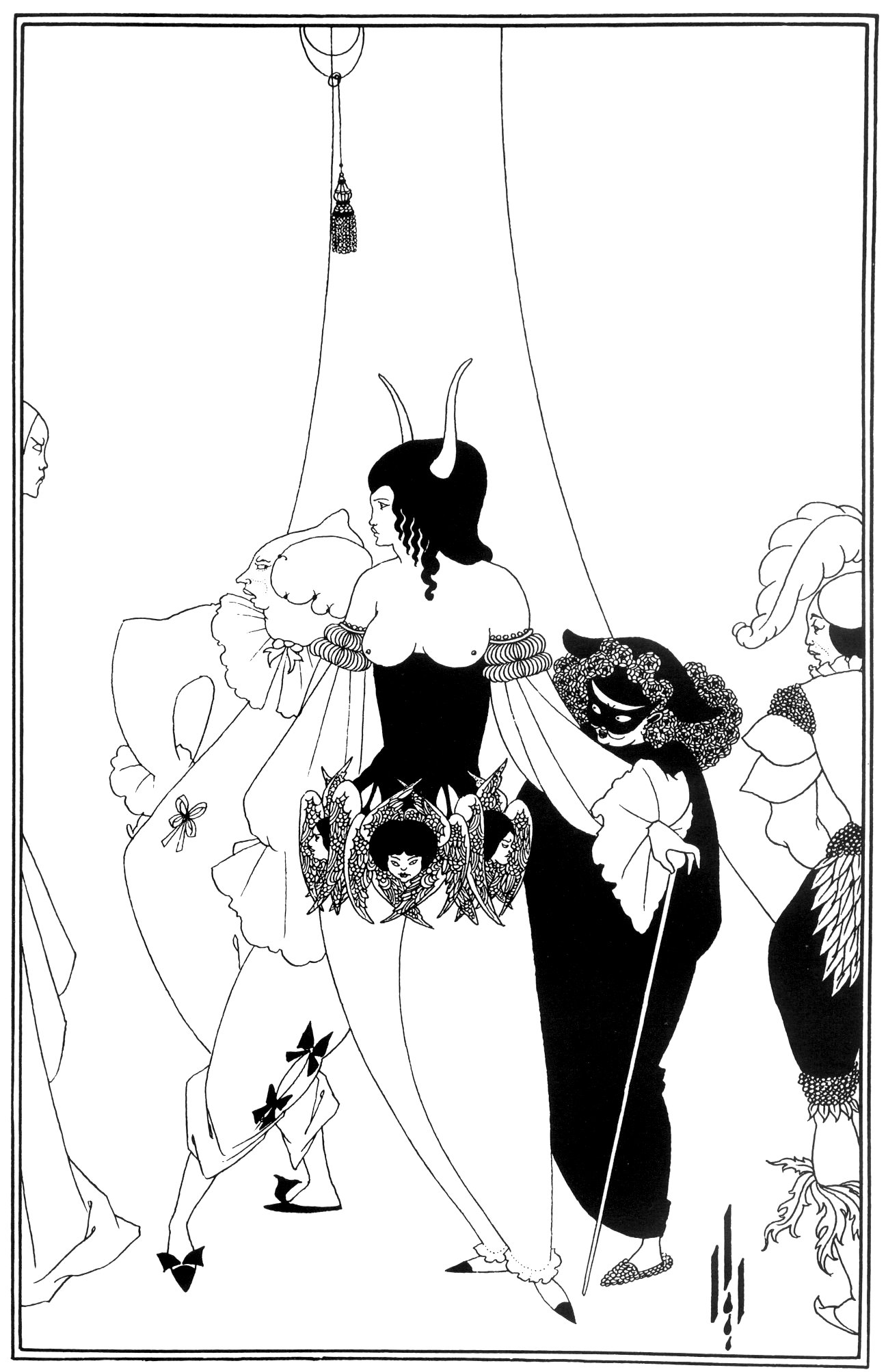
Ilustracja do Maski Czerwonego Moru, autor Aubrey Beardsley

W Masce Czerwonego Moru Poe zaadaptował wiele konwencji z tradycyjnej literatury gotyckiej, łącznie uwzględnieniem scenerii zamkowej. Pomieszczenia, każde ze swoją pojedynczą barwą, mogą reprezentować ludzki umysł, ukazując różne typy osobowości. Wszechobecna symbolika krwi i czasu sygnalizuje materialność. Zaraza może być rozumiana w kontekście typowych atrybutów ludzkiego życia i moralności. To sugerowałoby, że utwór jest alegorią o ludzkich próbach powstrzymania śmierci, co jest powszechnie akceptowaną interpretacją. Pojawiają się jednak również i spory o to, jak analizować Maskę Czerwonego Moru, łącznie z tymi, którzy sugerują, że nie jest ona alegoryczna, zwłaszcza biorąc pod uwagę niechęć Poego do dydaktyzmu w literaturze. Jeśli nowela rzeczywiście posiada morał, autor wykazał się powściągliwością nie eksponując go bezpośrednio w tekście.
Ci którzy go szukają, wychodzą z założenia, że jest on obecny w utworze, podczas gdy pozostali twierdzą, że historia nie zawiera w sobie przesłania.
Krew podkreślona przez cały czas towarzyszącym jej kolorem czerwonym, służy dziwnym trafem jako paradoksalny podwójny symbol. Reprezentuje ona z jednej strony śmierć, ale również i życie. Jest to zaakcentowane przez zamaskowaną, tajemniczą postać, która, pojawiając się z początku w pokoju najbardziej wysuniętym na wschód, nie mówi, że jest śmiercią czerwonego moru, wchodząc jako biesiadnik w przebrany w jej kostium. Pomieszczenie to ma kolor niebieski, najczęściej kojarzony z narodzinami. 
Choć zamek Prospero ma służyć mu jako schronienie przed zarazą, to jest koniec końców przytłaczającą strukturą. Jego wystrój przypominający labirynt wraz z małymi, wąskimi oknami staje się prawie groteskowy wraz z ostatnim czarnym pomieszczeniem, do tego stopnia, że „tylko kilka osób z całego towarzystwa było na tyle śmiałych, by w ogóle postawić stopę na jego terenie”. Dodatkowo zamek był przestrzenią zamkniętą dla pozostałych, jednak obcy mimo to jest w stanie do niego wejść, co sugeruje, że owa kontrola jest tylko iluzją.
Podobnie do wielu utworów Poego Maska Czerwonego Moru była również interpretowana w kontekście autobiograficznym. Podążając za tym punktem widzenia, książę Prospero to sam autor, jako zamożny młody człowiek, będący częścią dostojnej rodziny, podobnie jak jego rodzice zastępczy Allanowie. Poe szukając schronienia przed zagrożeniami świata zewnętrznego, prezentuje się jako jedyna osoba, która staje oko w oko z nieznajomym, co jest emblematyczne do pędu autora w kierunku nieodpartych niebezpieczeństw jego własnego życia. 

### Czerwona śmierć
Tytułowa zaraza czerwonego moru jest fikcyjna. Poe opisuje, że wywołuje ona „mocne bóle, nagłe zawroty głowy i obfite krwawienia z porów” prowadzących do śmierci w ciągu pół godziny.
Inspiracją dla niej była po części gruźlica, na którą to cierpiała żona poety, Virginia. Tak jak książę Prospero, Poe starał się ignorować śmiertelność choroby. Matka pisarza Eliza oraz matka zastępcza Frances Alla również na nią zmarły. „Czerwona śmierć” może się także odnosić do cholery. Poe mógł być świadkiem jej epidemii w Baltimore, w 1831 roku. Inne źródła podają, że zaraza to dżuma dymienicza lub czarna śmierć, co jest zaakcentowane w punkcie kulminacyjnym historii, przedstawiającym „czerwoną śmierć” w „czarnym” pomieszczeniu. Pewien pisarz porównywał opis choroby do gorączki krwotocznej lub martwiczego zapalenia powięzi. Są również sugestie, że „czerwona śmierć” to nie zaraza, ani choroba, ale inny czynnik, który jest z natury dziedziczony przez ludzkość.

## Publikacja
Poe opublikował historię w maju 1842 roku na łamach Graham's Lady's and Gentleman's Magazine pod tytułem The Mask of the Red Death, z przypisem A Fantasy. Dostał on za nią w sumie 12 dolarów. Wersja poprawiona pojawiła się 19 lipca 1845 roku w Broadway Journal w formie dzisiaj przyjętej, z tytułem The Masque of the Red Death (Maska Czerwonego Moru). Tytuł pierwotny podkreślał znaczenie postaci na końcu noweli, podczas gdy ten nowszy zwracał uwagę na bal maskowy.

## Adaptacje
- Nowela inspirowała rosyjskiego producenta filmowego Władimira Gardina w Prizrak brodit po Jewropie z 1923 roku.
- Utwór został zekranizowany przez Rogera Cormana w filmie pod tym samym tytułem z 1964 roku, z Vincentem Price’em w roli głównej. Są tam również elementy innej noweli Poego pt. Żabi Skoczek (Hop-frog). Corman nakręcił ten film raz jeszcze w 1989 roku z Adrianem Paulem jako księciem Prospero.
- Historia była przedmiotem adaptacji amerykańskiego reżysera Orsona Wellesa dla zaplanowanego epizodu antologii Poego pt. Trzy kroki w szaleństwo z 1968 roku, gdzie Welles miał grać księcia, a Oja Kodar Fortunatę, w segmencie, który łączył także wątki z Beczki Amontillado. Ostatecznie projekt został zastąpiony przez francuskich producentów serią pod kierownictwem Rogera Vadima i Louis Malle[19].